# Sangju
Sangju est une ville de la Corée du Sud, dans la province du Gyeongsang du Nord, située sur le fleuve Nakdong.
La ville proprement dite compte 25 000 habitants. Elle gère une zone administrative (Sangju-si) de 120 000 habitants, sur une superficie de 1 255 km2.

## Géographie et climat

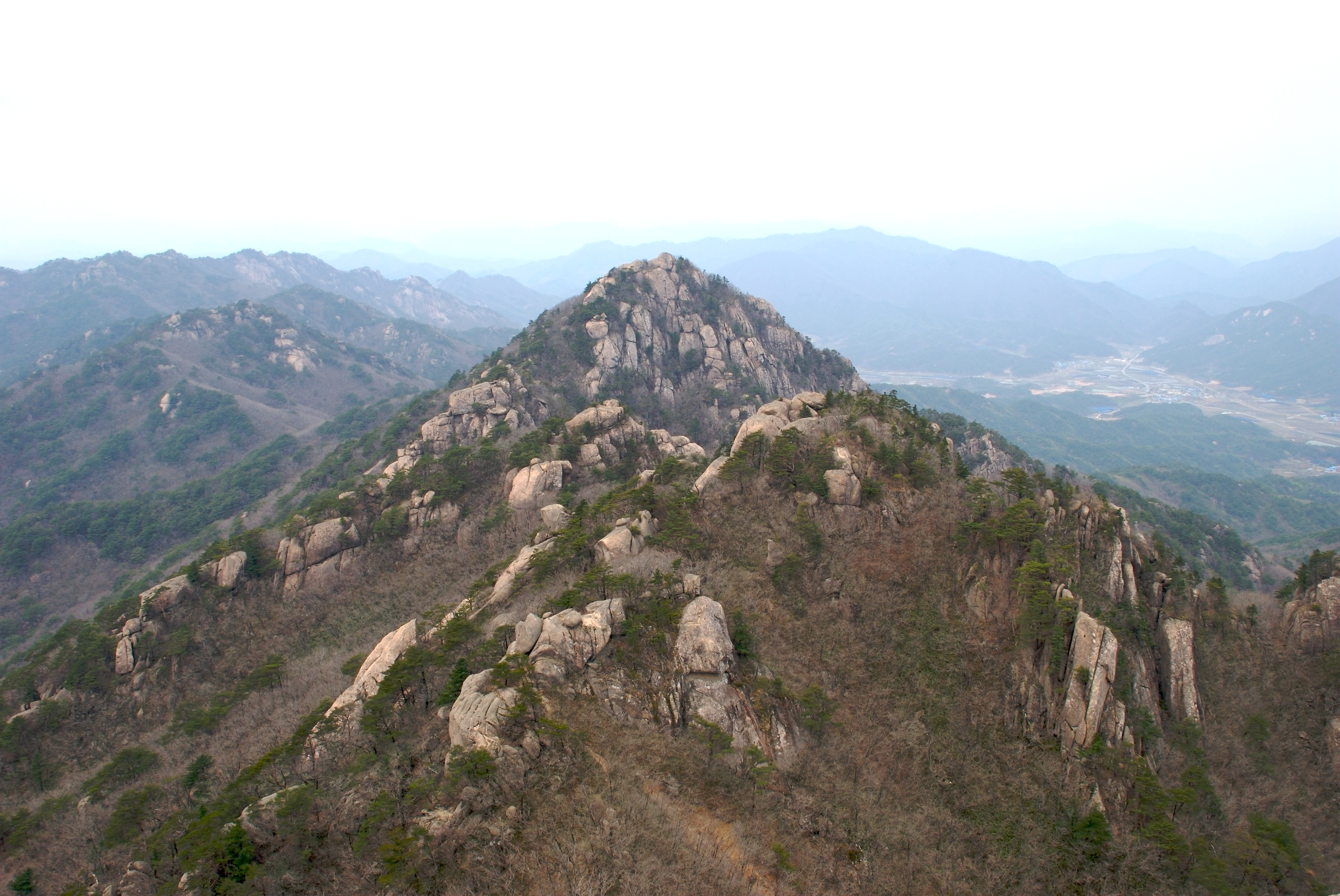
Le Gwaneumbong dans les Songnisan

Située sur le fleuve Nakdong, à l'intérieur de la péninsule coréenne, Sangju a un climat presque continental. La température moyenne annuelle est comprise entre 12 et 13 °C. Janvier et août sont respectivement les mois les plus froids et les plus chauds, avec des températures moyennes de −3 °C et 26 °C.
Les précipitations annuelles s'élèvent à 1 050 mm. Un record a été enregistré en 1998 (1 873 mm de pluie).

## Histoire
Dès l'antiquité, plusieurs anciennes tribus coréennes (Sabolguk, Koryong-Kayaguk) se sont établies dans Sangju, qui est ainsi l'une des plus anciennes villes de la Corée.
Puis Sangju a été le chef-lieu de l'une des neuf provinces pendant la période d'unification de la Corée sous la dynastie Silla, et l'une des huit provinces du royaume de Goryeo. Elle a été la capitale de la province du Gyeongsang du Nord sous la dynastie Joseon.
La ville a été le siège d'une importante bataille pendant les invasions japonaises de la Corée (1592-1598), finalement remportée par les soldats japonais du général Konishi Yukinaga grâce à la supériorité de ses arquebusiers.
Le développement de la ville a souffert de la division de la Corée, après 1945, du fait de l'interruption des réseaux ferroviaires et fluviaux où se situait Sangju.

## Administration
Depuis 1998, à la suite de l'incorporation du district de Jungang dans le district de Dongmun, Sangju est constituée de un eup, 17 myeon et six dong.
Les premières élections locales ont été organisées le 1er juillet 1995. Le maire actuel de Sangju est Lee Jeong-baek.
Le symbole de Sangju est un "S" blanc dont la pointe supérieure, verte, dépasse, un fond également vert, de forme ovale. Le blanc rappelle les trois principales productions agricoles du district (le riz, le kaki et la soie). La forme "S", qui est aussi l'initiale du nom de la ville écrit en alphabet latin, évoque le fleuve Nakdong qui traverse la ville. Le logo de la ville symbolise les idées d'unité et d'harmonie, ainsi que la position de Sangju au centre de la Corée.

## Économie
Traditionnellement un important centre agricole, la ville a fondé son développement récent sur les industries de biotechnologie et le tourisme. La soie est l'une des autres productions traditionnelles de Sangju.
La fertilité des terres agricoles permet à la ville d'être le premier producteur de riz de la province. Au niveau national, elle se situe au deuxième rang pour la production de kakis et de poires. Sangju est le premier producteur de cannelle en Corée du Sud.
En mars 2012, une délégation de la ville de Sangju, conduite par son maire, s'est rendue en France - notamment à Marseille et au haras national de Cluny - pour une réflexion sur l'industrie environnementale et culturelle.

## Culture et éducation

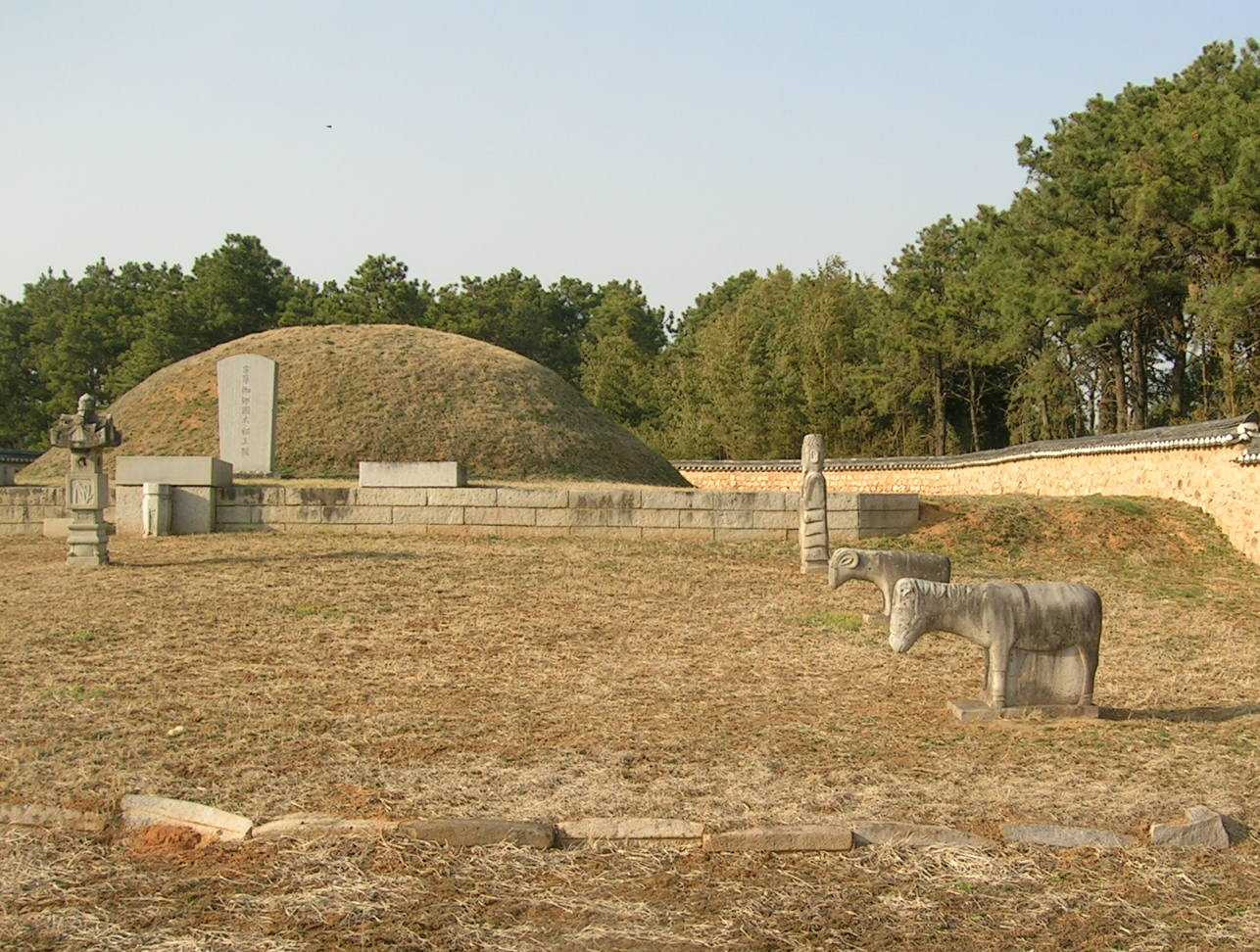
La tombe du fondateur du Goryeong Gaya

Le patrimoine touristique de la ville est lié à son histoire, dont témoignent notamment les tombes royales de Goryeong Gaya Wangneung. Un ancien mur (sadang) rappelle les combats conduits par le général Jeong Gi-ryong, qui a défendu la ville au début des invasions japonaises, en 1592. Le site de la bataille de Bukcheon met en valeur le sacrifice de 900 soldats coréens en 1592.
Dans le domaine éducatif, Sangju abrite une université et compte, au total, 65 écoles. Les étudiants représentent 18 % de la population.

## Personnalités liées
- Song Sokze (1960-), un poète, romancier et peintre sud-coréen.